# Edmund Purdom

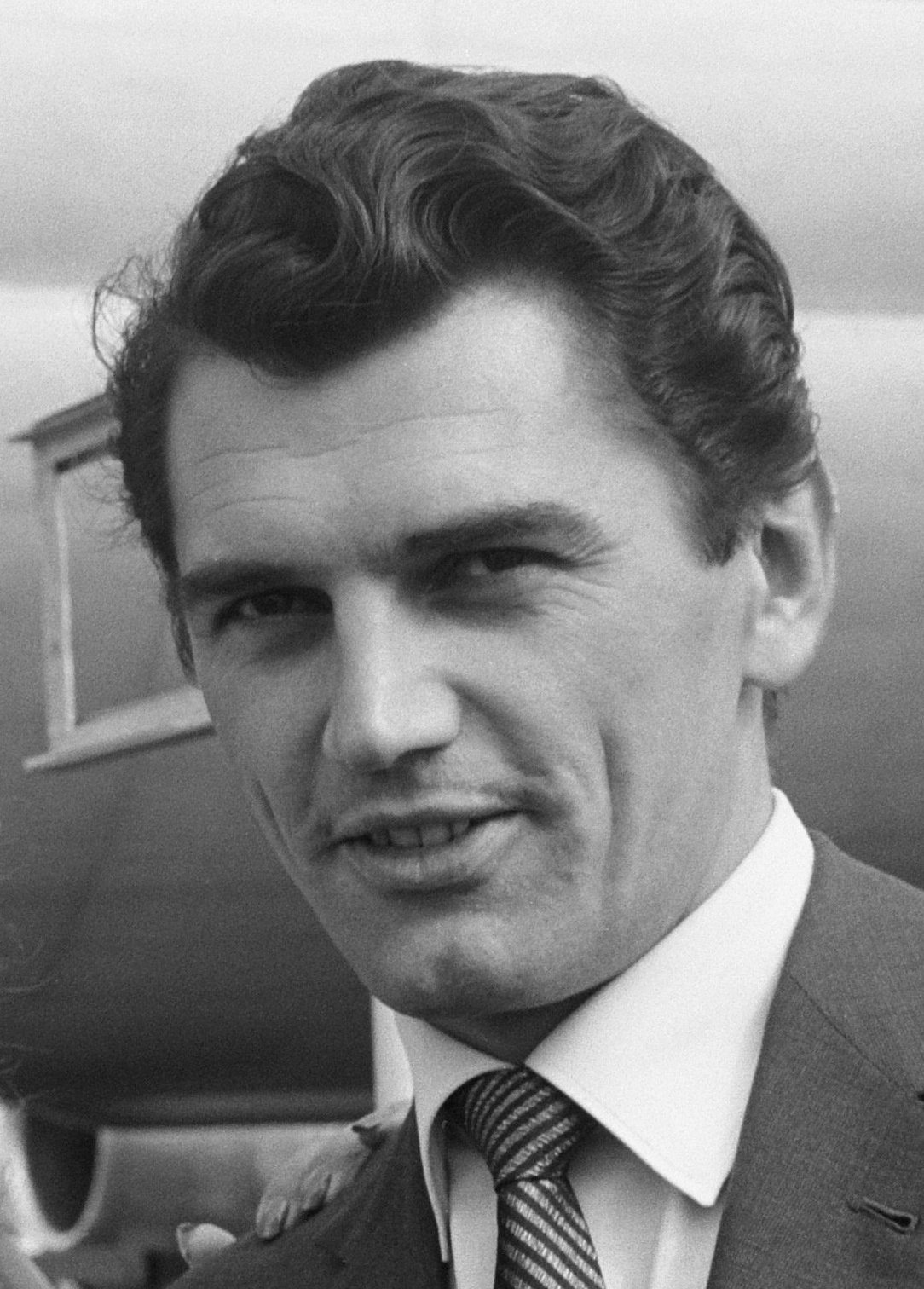
Edmund Purdom, 1962

Edmund Anthony Cutlar Purdom (* 19. Dezember 1924 in Welwyn Garden City, Hertfordshire, England; † 1. Januar 2009 in Rom, Italien) war ein britischer Schauspieler und Synchronsprecher. 

## Leben
Edmund Purdom wurde vor dem Beginn seiner Filmkarriere von Jesuiten im St. Ignatius College und von Benediktinern erzogen. Früh begeistert vom Theater, begann er seine schauspielerische Karriere 1945 am Theater in Stücken von William Shakespeare und Molière. 1951 kam er als Teil der Schauspielgruppe von Laurence Olivier und Vivien Leigh in die USA, um an deren Seite in Nebenrollen in zwei Shakespeare-Produktionen am Broadway mitzuwirken. Aufgrund seines guten Aussehens wurden Hollywood-Produzenten auf ihn aufmerksam. 
Purdom wurde in den 1950er-Jahren durch seine Mitwirkung vor allem in Historienfilmen Hollywoodscher Prägung vorübergehend zu einem Frauenschwarm. Seine wichtigste Rolle hatte er als Hauptdarsteller in dem historischen Monumentalfilm Sinuhe der Ägypter (1954) von Michael Curtiz, bei dem er Marlon Brando ersetzte, der sich kurzfristig von dem Projekt zurückgezogen hatte. Sowohl MGM als auch 20th Century Fox gaben ihm einen Vertrag. Ebenfalls 1954 spielte er die Rolle eines deutschen Prinzen in der Operettenverfilmung Alt-Heidelberg, hierbei ersetzte er den während der Dreharbeiten gefeuerten Mario Lanza.
Weitere Hollywood-Hauptrollen folgten, doch insgesamt geriet seine Karriere in Hollywood ins Stocken. Daher verlegte er ab 1957 seinen Arbeitsschwerpunkt zurück nach Europa, wo er in zahlreichen Genreproduktionen zu sehen, darunter in vor allem in Italien produzierten Sandalenfilmen, später in Italowestern und danach auch in Horrorfilmen. Die Qualität seiner Filme ließ dabei oftmals sehr zu wünschen übrig.
Purdom war viermal verheiratet, dreimal ließ er sich scheiden. Seine erste Frau, Anita Philips, ist die Mutter seiner Kinder. Es folgte Linda Christian, die Ex-Frau des Schauspielers Tyrone Power; seine dritte Ehefrau war Alicia Darr. Im Jahr 2000 heiratete er Vivienne Purdom.
Purdom lebte zuletzt in Rom. In Italien hat er in etwa 60 dort produzierten B-Filmen mitgespielt und über viele Jahre als Sprecher bei der englischen Synchronisation italienischer Filme mitgewirkt. Daneben war er auch als Filmproduzent tätig.

## Filmografie (Auswahl)
- 1953: Der Untergang der Titanic (Titanic)
- 1953: Julius Caesar
- 1954: Alt-Heidelberg (The Student Prince)
- 1954: Athena
- 1954: Sinuhe der Ägypter (The Egyptian)
- 1955: Des Königs Dieb (The King’s Thief)
- 1955: Tempel der Versuchung (The Prodigal)
- 1957: Brennpunkt Tanger (Agguato a Tangeri)
- 1959: Herodes – Blut über Jerusalem (Erode il grande)
- 1959: Rasputin, der Dämon von Petersburg (L’ultimo zar)
- 1959: Malaga (Moment of Danger)
- 1960: Aufstand der Tscherkessen (I cosacchi)
- 1960: Aufstand der Legionen (Salambò)
- 1960: Rache der Barbaren (La furia dei barbari)
- 1960: Das große Wunschkonzert
- 1961: Der Letzte der Wikinger (L’ultimo dei Vikinghi)
- 1961: Meuterei (L'ammutinamento)
- 1961: Nofretete – Königin vom Nil (Nefertiti regina del Nilo)
- 1961: Suleiman der Eroberer (Solimano il conquistatore)
- 1962: Der junge General (La Fayette)
- 1963: Der letzte Ritt nach Santa Cruz
- 1963: Einer rechnet ab (Los cuatreros)
- 1964: Dschungel der Schönheit (The Beauty Jungle)
- 1964: Der gelbe Rolls-Royce (The Yellow Rolls-Royce)
- 1965: Vergeltung am Wichita-Paß (Gli eroi di Fort Worth)
- 1966: Der Mann mit der goldenen Klinge (L’uomo che ride)
- 1968: Crisantemi per un branco di carogne
- 1968: Pilluks nimmt Maß (Giurò… e li uccise ad uno ad uno (Piluk il timido))
- 1971: Freibeuter der Meere (Il corsaro nero)
- 1971: Ein Schwarzer Tag für den Widder (Giornata nera per l'ariete)
- 1973: Die ehrenwerte Familie (L’onorata famiglia, uccidere è cosa nostra)
- 1974: Die Leichenfabrik des Dr. Frankenstein (Terror! Il castello delle donne maledette)
- 1974: Die Verdächtigen (Les suspects)
- 1976: Nina – Nur eine Frage der Zeit (A Matter of Time)
- 1976: Zwei Supertypen räumen auf (I padroni della città)
- 1979: Der Große Kampf des Syndikats (I contrabbandieri di Santa Lucia)
- 1979: Das Concorde Inferno (Concorde Affair ’79)
- 1980: Die andere Frau (L’altra donna)
- 1981: Absurd (Rosso sangue)
- 1982: Ator – Herr des Feuers (Ator l’invincibile)
- 1982: Söldner des Todes (Horror Safari)
- 1983: Fireflash – Der Tag nach dem Ende (2019 – Dopo la caduta di New York)
- 1983: Im Wendekreis des Kreuzes (The Scarlet and the Black) (Fernsehfilm)
- 1984: Fröhliche Weihnachten (Don’t Open till Christmas)
- 1985: Die Verschwörung von Assisi (The Assisi Underground)
- 1985: Zwei Vollidioten schlagen zu (Fracchia contro Dracula)
- 1988: Don Bosco
- 1988: Treffpunkt Triest (Appuntamento a Trieste)
- 1990: Sirene I (La grieta)
- 2001: Kreuzritter 4 – Das Gewand Jesu (I cavalieri che fecero l’impresa)